# Football Club Crotone 2024-2025
Questa voce raccoglie le informazioni riguardanti il Football Club Crotone nelle competizioni ufficiali della stagione 2024-2025.

## Stagione
La stagione 2024-2025 sarà per il Crotone la 33ª partecipazione nella terza serie del Campionato italiano di calcio.
Il 7 giugno 2024 è stato ufficializzato il nuovo direttore sportivo rossoblù, Antonio Amodio, mentre il 20 giugno arriva l'annuncio del nuovo tecnico, Emilio Longo.
La squadra svolgerà il ritiro precampionato a Trepidò, dal 22 luglio al 2 agosto.
L'esordio stagionale c'è stato il 10 agosto, nella gara valida per il primo turno eliminatorio della Coppa Italia Serie C; i rossoblù hanno affrontato il Messina, vincendo per 1 a o e avanzando nel torneo. Il 18 agosto, nel secondo turno, la squadra ha affrontato il Catania, pareggiando 1 a 1 nei tempi regolamentari e supplementari, e venendo sconfitta ai tiri di rigore per 7 a 6 ed eliminata dal torneo.
L'esordio in campionato, invece, è avvenuto il 26 agosto 2024, in occasione della vittoria per 2 a 0 in casa contro il Team Altamura.

## Organigramma societario
Organigramma tratto dal sito ufficiale della società.
Area direttiva
- Presidente: Gianni Vrenna[12][13]
- Direttore generale: Raffaele Vrenna jr.[4][14]
- Consiglieri: Antonio Vrenna, Raffaele Marino, Vincenzo Calfa, Alessandro Brutto

Area sanitaria
- Responsabile: Massimo Iera
- Medici sociali: Gaspare Muraca (fino al 9 gennaio 2025)[15], Massimo Bisceglia, Loris Broccolo
- Massaggiatori: Armando Cistaro, Matteo Errico, Riccardo Pupo
- Nutrizionista: Sabrina Raffaele
- Recupero infortunati: Elmiro Trombino

Area organizzativa
- Segretario generale: Emanuele Roberto
- Segretario amministrativo: Carlo Taschetti
- Segretario sportivo: Anselmo Iovine
- Team manager: Gianluca Macrì
- Direttore comitato direttivo: Rosario Panebianco[16]

Area comunicazione e marketing
- Responsabile: Rocco Meo
- Responsabile ufficio stampa: Luciano Ierardi
- Ufficio stampa: Idemedia
- Responsabile marketing: Luigi Pignolo

Area tecnica
- Direttore sportivo: Antonio Amodio[3][4]
- Allenatore: Emilio Longo[13]
- Allenatore in seconda: Vincenzo Migliaccio
- Collaboratore tecnico: Francesco Favasuli
- Preparatore atletico: Pietro La Porta, Roberto Parisi
- Preparatore dei portieri: Nicola Barasso
- Match analyst: Stefano Corno, Giuseppe Durante

## Divise e sponsor
Lo sponsor tecnico per la stagione 2023-2024 è Zeus Sport, mentre gli sponsor ufficiali sono San Vincenzo Salumi (main sponsor), Envì Group (co-sponsor).

## Rosa
Tratto dal sito ufficiale.

In corsivo i calciatori ceduti a stagione in corso.

Rosa aggiornata al 31 gennaio 2025
| N. |                    | Ruolo | Calciatore             |
| -- | ------------------ | ----- | ---------------------- |
| 1  | Italia (bandiera)  | P     | Andrea Sala            |
| 2  | Italia (bandiera)  | D     | Marcello Piras         |
| 3  | Francia (bandiera) | D     | Maxime Giron           |
| 5  | Italia (bandiera)  | D     | Riccardo Cargnelutti   |
| 6  | Italia (bandiera)  | D     | Davide Di Pasquale     |
| 7  | Italia (bandiera)  | C     | Enrico Oviszach        |
| 8  | Italia (bandiera)  | C     | Riccardo Stronati      |
| 9  | Italia (bandiera)  | A     | Guido Gómez (capitano) |
| 10 | Italia (bandiera)  | C     | Mattia Vitale          |
| 11 | Albania (bandiera) | A     | Aristidi Kolaj         |
| 12 | Italia (bandiera)  | P     | Antonio Pio Martino    |
| 13 | Italia (bandiera)  | D     | Nicolò Armini          |
| 15 | Brasile (bandiera) | C     | Vinicius               |
| 16 | Italia (bandiera)  | C     | Andrea Gallo           |
| 18 | Italia (bandiera)  | D     | Alessio Guerini        |
| 19 | Italia (bandiera)  | A     | Raffaele Cantisani     |
| 20 | Cile (bandiera)    | C     | Luis Rojas             |
| 21 | Italia (bandiera)  | C     | Andrea Barberis        |

| N. |                     | Ruolo | Calciatore                       |
| -- | ------------------- | ----- | -------------------------------- |
| 22 | Italia (bandiera)   | P     | Francesco D'Alterio              |
| 23 | Italia (bandiera)   | D     | Filippo Groppelli                |
| 24 | Italia (bandiera)   | D     | Giovanni D'Aprile                |
| 24 | Italia (bandiera)   | P     | Jacopo Sassi                     |
| 25 | Italia (bandiera)   | D     | Niccolò Cocetta                  |
| 28 | Italia (bandiera)   | A     | Marco Spina                      |
| 30 | Italia (bandiera)   | A     | Mario Aprea                      |
| 31 | Francia (bandiera)  | A     | Jean-Guy Akpa Akpro              |
| 33 | Italia (bandiera)   | D     | Andrea Rispoli (vice capitano)   |
| 38 | Italia (bandiera)   | C     | Thomas Schirò                    |
| 41 | Brasile (bandiera)  | C     | Jonathan Silva                   |
| 44 | Italia (bandiera)   | P     | Antonio Martino                  |
| 77 | Bulgaria (bandiera) | C     | Dimităr Kostadinov               |
| 77 | Italia (bandiera)   | A     | Mario Vilardi                    |
| 93 | Italia (bandiera)   | A     | Marco Tumminello (vice capitano) |
| 99 | Italia (bandiera)   | A     | Lorenzo Chiarella                |
|    | Italia (bandiera)   | A     | Federico Ricci                   |
|    | Italia (bandiera)   | A     | Jacopo Murano                    |

## Calciomercato

### Sessione estiva(dal 1º/7 al 30/8)
| Acquisti         | Acquisti             | Acquisti          | Acquisti         |
| R.               | Nome                 | da                | Modalità         |
| ---------------- | -------------------- | ----------------- | ---------------- |
| P                | Alberto Lucano       | Cavese            | fine prestito    |
| P                | Francesco Gattuso    | Victor San Marino | fine prestito    |
| P                | Andrea Sala          | Catanzaro         | definitivo       |
| D                | Giovanni D'Aprile    | Roma              | fine prestito    |
| D                | Riccardo Cargnelutti | Giugliano         | definitivo       |
| D                | Manuel Nicoletti     | Casertana         | fine prestito    |
| D                | Riccardo Spaltro     | Potenza           | fine prestito    |
| D                | Davide Di Pasquale   | Pescara           | definitivo       |
| D                | Nicolò Armini        | Potenza           | definitivo       |
| D                | Alessio Guerini      | Atalanta U23      | prestito         |
| D                | Filippo Groppelli    | Giana Erminio     | definitivo       |
| C                | Theophilus Awua      | Atalanta U23      | fine prestito    |
| C                | Luis Rojas           | Pro Vercelli      | fine prestito    |
| C                | Enrico Oviszach      | Giugliano         | fine prestito    |
| C                | Thomas Schirò        | Novara            | fine prestito    |
| C                | Jonathan Silva       | Torino            | prestito         |
| C                | Andrea Gallo         | AZ Picerno        | definitivo       |
| A                | Jean-Guy Akpa Akpro  | Triestina         | prestito         |
| A                | Lorenzo Chiarella    | Cavese            | fine prestito    |
| A                | Orazio Pannitteri    | Pro Vercelli      | fine prestito    |
| A                | Marco Spina          | Gubbio            | fine prestito    |
| A                | Aristidi Kolaj       | Pescara           | definitivo       |
| A                | Mario Aprea          | Juve Stabia       | definitivo       |
| Altre operazioni |                      |                   |                  |
| R.               | Nome                 | a                 | Modalità         |
| C                | Dimităr Kostadinov   | Septemvri Sofia   | rinnovo prestito |

| Cessioni | Cessioni            | Cessioni         | Cessioni            |
| R.       | Nome                | a                | Modalità            |
| -------- | ------------------- | ---------------- | ------------------- |
| P        | Andrea Dini         | Catanzaro        | definitivo          |
| P        | Alex Valentini      |                  | svincolato          |
| D        | Davide Bove         | Vis Pesaro       | definitivo          |
| D        | Guillaume Gigliotti |                  | svincolato          |
| D        | Federico Papini     |                  | svincolato          |
| D        | Matteo Battistini   | Lecco            | fine prestito       |
| D        | Giuseppe Loiacono   | Ternana          | definitivo          |
| D        | Carlo Crialese      | Pescara          | definitivo          |
| D        | Riccardo Spaltro    | Juve Stabia      | definitivo          |
| D        | Daniel Leo          | Perugia          | prestito            |
| D        | Manuel Nicoletti    | AZ Picerno       | definitivo          |
| C        | Jurica Jurcec       | Sesvete          | prestito            |
| C        | Daniele Altobelli   | Monterosi Tuscia | fine prestito       |
| C        | Sonny D'Angelo      | Avellino         | fine prestito       |
| C        | Niccolò Zanellato   | Catania          | fine prestito       |
| C        | Andrea D'Errico     | Bari             | fine prestito       |
| C        | Alessio Tribuzzi    | Avellino         | definitivo          |
| C        | Lucas Felippe       | Potenza          | prestito            |
| C        | Theophilus Awua     | Atalanta U23     | definitivo          |
| A        | Giuseppe Panico     | Carrarese        | obbligo di riscatto |
| A        | Gianmario Comi      | Pro Vercelli     | fine prestito       |
| A        | Giovanni Bruzzaniti | Pineto           | prestito            |
| A        | Eugenio D’Ursi      | Gubbio           | prestito            |
| R.       | Nome                | a                | Modalità            |
| A        | Orazio Pannitteri   | Pro Vercelli     | fine prestito       |

### Sessione invernale(dal 2/1 al 3/2)
| Acquisti | Acquisti        | Acquisti     | Acquisti   |
| R.       | Nome            | da           | Modalità   |
| -------- | --------------- | ------------ | ---------- |
| P        | Jacopo Sassi    | Atalanta U23 | prestito   |
| D        | Marcello Piras  | Catanzaro    | prestito   |
| D        | Niccolò Cocetta | Turris       | definitivo |
| A        | Mario Vilardi   | Napoli       | prestito   |
| A        | Federico Ricci  | Perugia      | svincolato |
| A        | Jacopo Murano   | Foggia       | prestito   |

| Cessioni         | Cessioni            | Cessioni           | Cessioni             |
| R.               | Nome                | a                  | Modalità             |
| ---------------- | ------------------- | ------------------ | -------------------- |
| P                | Andrea Sala         | Padova             | prestito             |
| D                | Giovanni D'Aprile   | Locri              | prestito             |
| C                | Dimităr Kostadinov  | Union Clodiense CS | prestito             |
| C                | Luis Rojas          | AS Trenčín         | prestito             |
| A                | Lorenzo Chiarella   | Teramo             | prestito             |
| A                | Aristidi Kolaj      | Renate             | prestito             |
| A                | Mario Aprea         | Civitanovese       | prestito             |
| A                | Marco Spina         | Gubbio             | definitivo           |
| A                | Jean-Guy Akpa Akpro | Triestina          | risoluzione prestito |
| Altre operazioni |                     |                    |                      |
| R.               | Nome                | da                 | Modalità             |
| C                | Lucas Felippe       | Potenza            | riscatto             |

### Operazioni esterne alle sessioni
| Acquisti | Acquisti        | Acquisti | Acquisti   |
| R.       | Nome            | da       | Modalità   |
| -------- | --------------- | -------- | ---------- |
| C        | Andrea Barberis |          | svincolato |

| Cessioni | Cessioni | Cessioni | Cessioni |
| R.       | Nome     | a        | Modalità |
| -------- | -------- | -------- | -------- |

## Risultati

### Play-off

#### Spareggi
| Crotone 7 maggio 2025, ore 20:00 CEST Secondo turno | Crotone            | 0 – 0 referto | Juventus Next Gen | Stadio Ezio Scida (4 738 spett.)\| Arbitro: \| Di Reda (Molfetta) \| |
| Arbitro:                                            | Di Reda (Molfetta) |               |                   |                                                                      |

#### Fase nazionale
| Arbitro: | Leone (Barletta) |

|                                        |           |            |
| Vinicius 43’ Tumminello 53’ Murano 76’ | Marcatori | 47’ Crespi |

| Arbitro: | Gianquinto (Parma) |

|                             |           |            |
| Zennaro 42’ Di Molfetta 50’ | Marcatori | 29’ Vitale |

| Arbitro: | Ubaldi (Roma 1) |

|            |           |                           |
| Murano 66’ | Marcatori | 45+1’ Leverbe 71’ Ferrari |

| Arbitro: | Mastrodomenico (Matera) |

|             |           |  |
| Ferrari 20’ | Marcatori |  |

### Coppa Italia Serie C

#### Turni eliminatori
| Arbitro: | Migliorini (Verona) |

|                |           |  |
| Tumminello 58’ | Marcatori |  |

| Arbitro: | Iannello (Messina) |

|                                                        |                      |                                              |
| Luperini 69’                                           | Marcatori            | 47’ Gómez                                    |
| Castellini Luperini Verna Di Tacchio Quaini Di Gennaro | Tiri di rigore 6 – 5 | Cargnelutti Vinicius Rojas Gómez Kolaj Spina |

## Statistiche

### Statistiche di squadra
Statistiche aggiornate al 27 gennaio 2025
| Competizione         | Punti | In casa | In casa | In casa | In casa | In casa | In casa | In trasferta | In trasferta | In trasferta | In trasferta | In trasferta | In trasferta | Totale | Totale | Totale | Totale | Totale | Totale | DR  |
| Competizione         | Punti | G       | V       | N       | P       | Gf      | Gs      | G            | V            | N            | P            | Gf           | Gs           | G      | V      | N      | P      | Gf     | Gs     | DR  |
| -------------------- | ----- | ------- | ------- | ------- | ------- | ------- | ------- | ------------ | ------------ | ------------ | ------------ | ------------ | ------------ | ------ | ------ | ------ | ------ | ------ | ------ | --- |
| Serie C              | 43    | 13      | 6       | 3       | 4       | 22      | 19      | 14           | 6            | 4            | 4            | 31           | 19           | 27     | 12     | 7      | 8      | 53     | 38     | +15 |
| Coppa Italia Serie C | -     | 1       | 1       | 0       | 0       | 1       | 0       | 1            | 0            | 1            | 0            | 1            | 1            | 2      | 1      | 1      | 0      | 2      | 1      | +1  |
| Totale               | 43    | 14      | 7       | 3       | 4       | 23      | 19      | 15           | 6            | 5            | 4            | 32           | 20           | 29     | 13     | 8      | 8      | 55     | 39     | +16 |

### Andamento in campionato
| Giornata  | 1 | 2 | 3  | 4 | 5 | 6  | 7  | 8  | 9  | 10 | 11 | 12 | 13 | 14 | 15 | 16 | 17 | 18 | 19 | 20 | 21 | 22 | 23 | 24 | 25 | 26 | 27 | 28 | 29 | 30 | 31 | 32 | 33 | 34 | 35 | 36 | 37 | 38 |
| --------- | - | - | -- | - | - | -- | -- | -- | -- | -- | -- | -- | -- | -- | -- | -- | -- | -- | -- | -- | -- | -- | -- | -- | -- | -- | -- | -- | -- | -- | -- | -- | -- | -- | -- | -- | -- | -- |
| Luogo     | C | T | C  | C | T | C  | T  | C  | T  | C  | T  | C  | T  | C  | T  | C  | T  | C  | T  | T  | C  | T  | T  | C  | T  | C  | T  | C  | T  | C  | T  | C  | T  | C  | T  | C  | T  | C  |
| Risultato | V | P | P  | V | P | P  | N  | P  | N  | V  | V  | N  | N  | V  | V  | V  | N  | P  | V  | V  | N  | V  | V  | N  | P  | V  | P  | V  | P  | V  | N  | V  |    |    |    |    |    |    |
| Posizione | 2 | 8 | 13 | 8 | 9 | 14 | 12 | 16 | 15 | 12 | 11 | 11 | 12 | 11 | 9  | 7  | 7  | 9  | 7  | 7  | 6  | 6  | 6  | 6  | 6  | 5  | 5  | 4  | 5  | 5  | 5  | 4  |    |    |    |    |    |    |

Fonte: Lega Pro
Legenda:

Luogo: N = Campo neutro; C = Casa; T = Trasferta. Risultato: V = Vittoria; N = Pareggio; S = Sconfitta.
- = Turno di riposo.

### Statistiche dei giocatori
In corsivo i calciatori ceduti a stagione in corso.
| Giocatore        | Serie C  | Serie C | Serie C     | Serie C    | Coppa Italia Serie C | Coppa Italia Serie C | Coppa Italia Serie C | Coppa Italia Serie C | Totale   | Totale | Totale      | Totale     |
| Giocatore        | Presenze | Reti    | Ammonizioni | Espulsioni | Presenze             | Reti                 | Ammonizioni          | Espulsioni           | Presenze | Reti   | Ammonizioni | Espulsioni |
| ---------------- | -------- | ------- | ----------- | ---------- | -------------------- | -------------------- | -------------------- | -------------------- | -------- | ------ | ----------- | ---------- |
| J. G. Akpa Akpro | 1        | 0       | 0           | 0          | 0                    | 0                    | 0                    | 0                    | 1        | 0      | 0           | 0          |
| M. Aprea         | 1        | 0       | 0           | 0          | 0                    | 0                    | 0                    | 0                    | 1        | 0      | 0           | 0          |
| N. Armini        | 16       | 0       | 3           | 0          | 0                    | 0                    | 0                    | 0                    | 16       | 0      | 3           | 0          |
| A. Barberis      | 13       | 0       | 0           | 0          | 0                    | 0                    | 0                    | 0                    | 13       | 0      | 0           | 0          |
| R. Cantisani     | 5        | 0       | 0           | 0          | 0                    | 0                    | 0                    | 0                    | 5        | 0      | 0           | 0          |
| R. Cargnelutti   | 21       | 1       | 5           | 0          | 2                    | 0                    | 0                    | 0                    | 23       | 1      | 5           | 0          |
| L. Chiarella     | 5        | 0       | 1           | 0          | 0                    | 0                    | 0                    | 0                    | 5        | 0      | 1           | 0          |
| C. Crialese      | 19       | 0       | 1           | 0          | 0                    | 0                    | 0                    | 0                    | 19       | 0      | 1           | 0          |
| G. D'Aprile      | 2        | 0       | 0           | 0          | 2                    | 0                    | 0                    | 0                    | 4        | 0      | 0           | 0          |
| F. D'Alterio     | 18       | -23     | 3           | 0          | 0                    | -0                   | 0                    | 0                    | 18       | -23    | 3           | 0          |
| D. Di Pasquale   | 20       | 1       | 7           | 0          | 1                    | 0                    | 0                    | 0                    | 21       | 1      | 7           | 0          |
| A. Gallo         | 23       | 0       | 8           | 0          | 2                    | 0                    | 1                    | 0                    | 25       | 0      | 9           | 0          |
| M. Giron         | 24       | 3       | 4           | 0          | 2                    | 0                    | 0                    | 0                    | 26       | 3      | 4           | 0          |
| G. Gómez         | 21       | 7       | 1           | 0          | 2                    | 1                    | 0                    | 0                    | 23       | 8      | 1           | 0          |
| F. Groppelli     | 8        | 0       | 0           | 0          | 1                    | 0                    | 0                    | 0                    | 9        | 0      | 0           | 0          |
| A. Guerini       | 21       | 2       | 5           | 0          | 0                    | 0                    | 0                    | 0                    | 21       | 2      | 5           | 0          |
| A. Kolaj         | 5        | 0       | 2           | 0          | 1                    | 0                    | 0                    | 0                    | 6        | 0      | 2           | 0          |
| D. Kostadinov    | 4        | 1       | 1           | 0          | 0                    | 0                    | 0                    | 0                    | 4        | 1      | 1           | 0          |
| A. Martino       | 0        | -0      | 0           | 0          | 0                    | -0                   | 0                    | 0                    | 0        | -0     | 0           | 0          |
| J. Murano        | 0        | 0       | 0           | 0          | 0                    | 0                    | 0                    | 0                    | 0        | 0      | 0           | 0          |
| E. Oviszach      | 22       | 9       | 1           | 0          | 2                    | 0                    | 0                    | 0                    | 24       | 9      | 1           | 0          |
| M. Piras         | 1        | 0       | 0           | 0          | 0                    | 0                    | 0                    | 0                    | 1        | 0      | 0           | 0          |
| F. Ricci         | 0        | 0       | 0           | 0          | 0                    | 0                    | 0                    | 0                    | 0        | 0      | 0           | 0          |
| A. Rispoli       | 7        | 0       | 3           | 0          | 2                    | 0                    | 2                    | 0                    | 9        | 0      | 5           | 0          |
| L. Rojas         | 8        | 0       | 2           | 0          | 1                    | 0                    | 0                    | 0                    | 9        | 0      | 2           | 0          |
| A. Sala          | 6        | -10     | 0           | 0          | 2                    | -1                   | 0                    | 0                    | 8        | -11    | 0           | 0          |
| J. Sassi         | 0        | -0      | 0           | 0          | 0                    | -0                   | 0                    | 0                    | 0        | -0     | 0           | 0          |
| T. Schirò        | 24       | 0       | 3           | 0          | 2                    | 0                    | 0                    | 0                    | 26       | 0      | 3           | 0          |
| J. Silva         | 21       | 5       | 7           | 0          | 1                    | 0                    | 0                    | 0                    | 22       | 5      | 7           | 0          |
| M. Spina         | 16       | 0       | 2           | 0          | 2                    | 0                    | 0                    | 0                    | 18       | 0      | 2           | 0          |
| R. Stronati      | 14       | 0       | 2           | 0          | 0                    | 0                    | 0                    | 0                    | 14       | 0      | 2           | 0          |
| M. Tumminello    | 22       | 14      | 1           | 1          | 2                    | 1                    | 0                    | 0                    | 24       | 15     | 1           | 1          |
| M. Vilardi       | 2        | 0       | 0           | 0          | 0                    | 0                    | 0                    | 0                    | 2        | 0      | 0           | 0          |
| Vinicius         | 3        | 0       | 1           | 0          | 2                    | 0                    | 0                    | 0                    | 5        | 0      | 1           | 0          |
| M. Vitale        | 21       | 2       | 1           | 0          | 2                    | 0                    | 0                    | 0                    | 23       | 2      | 1           | 0          |

## Giovanili

### Organigramma
Area direttiva
- Responsabile settore giovanile: Andrea Carrozza
- Responsabile scouting: Alessio Cappella[16]

Giovanissimi Nazionali Under 15
- Allenatore: Gianluca Giancotti[121]

Primavera 2
- Allenatore: Francesco Lomonaco[122][123]

Allievi Nazionali Under 17
- Allenatore: Massimiliano Corrado[124]

Giovanissimi Professionisti Under 14
- Allenatore: Dario Marsala[125]